# La grande Jahy ne perd jamais !
La grande Jahy ne perd jamais ! (ジャヒー様はくじけない！, Jahī-sama wa Kujikenai!) est un manga écrit et illustré par Wakame Konbu. Elle est publiée au Japon depuis le 22 août 2017 par le magazine Monthly Gangan Joker. En France, la série est éditée par Noeve Grafx. Une adaptation en série télévisée d'animation produite par le studio Silver Link est diffusée depuis le 1er aout 2021 sur ABC et TV Asahi au Japon.

## Synopsis
Jahy est la numéro 2 du Royaume des Ténèbres où elle est crainte et respectée. Mais à la suite de l'attaque d'une Magical Girl qui détruit une puissante pierre occulte, le royaume et ses habitants disparaissent. Jahy se retrouve dans le monde des humains en ayant perdu ses pouvoirs et avec l'apparence d'un enfant. Par la suite, elle doit apprendre à vivre dans sa nouvelle vie en affrontant les problèmes du quotidien : travail, logement, mais parallèlement, retrouver les morceaux de la pierre occulte pour restituer sa forme pour pouvoir ainsi rebâtir le Royaume des Ténèbres.

## Personnages
Jahy (ジャヒー, Jahī)
Voix japonaise : Naomi Ōzora (ja)
Druj (ドゥルジ, Duruji)
Voix japonaise : Kana Hanazawa
La patronne (店長, Tenchō)
Voix japonaise : Ai Kayano
La magicienne (魔法少女, Mahō Shōjo) / Kyouko Jingu (神宮 きょうこ, Jingū Kyōko)
Voix japonaise : Sumire Uesaka
Saurva (サルワ, Saruwa)
Voix japonaise : Mikako Komatsu
La proprio (大家, Ōya) / Ryou (涼, Ryō)
Voix japonaise : Yōko Hikasa
Kokoro (こころ, Kokoro)
Voix japonaise : Yui Ogura
Le roi démon (魔王, Maō)
Voix japonaise : Miho Okasaki (ja)

## Manga
La grande Jahy ne perd jamais ! a commencé sa publication avec un one shot en avril 2017. Après cela, Square Enix décide d'en faire une série publiée dans le magazine Monthly Gangan Joker commençant le 22 août 2017 et est toujours en cours de parution. La publication des tomes en format tankōbon a commencé à partir du 22 février 2018. Le 22 mars 2025, 11 volumes ont été publiés au Japon.
Le 2 décembre 2021, les éditions Noeve Grafx annoncent la publication de la série en France.

### Liste des volumes
| no | Japonais          | Japonais                                                                 | Français          | Français          |
| no | Date de sortie    | ISBN                                                                     | Date de sortie    | ISBN              |
| -- | ----------------- | ------------------------------------------------------------------------ | ----------------- | ----------------- |
| 1  | 22 février 2018   | 978-4-7575-5634-8                                                        | 10 novembre 2022  | 978-2-3831-6149-3 |
| 2  | 21 avril 2018     | 978-4-7575-5697-3                                                        | 31 mars 2023      | 978-2-3831-6356-5 |
| 3  | 22 octobre 2018   | 978-4-7575-5885-4                                                        | 7 juillet 2023    | 978-2-3831-6374-9 |
| 4  | 22 avril 2019     | 978-4-7575-6023-9                                                        | 24 novembre 2023  | 978-2-3831-6568-2 |
| 5  | 21 septembre 2019 | 978-4-7575-6209-7                                                        | 22 mars 2024      | 978-2-3831-6636-8 |
| 6  | 22 avril 2020     | 978-4-7575-6617-0                                                        | 12 septembre 2025 | 978-2-3831-6721-1 |
| 7  | 20 juillet 2021   | 978-4-7575-7104-4 (édition standard) 978-4-7575-7281-2 (édition limitée) | Inconnu           | 978-2-3831-6743-3 |
| 8  | 12 décembre 2021  | 978-4-7575-7637-7                                                        |                   |                   |
| 9  | 21 octobre 2022   | 978-4-7575-8212-5                                                        |                   |                   |
| 10 | 21 septembre 2023 | 978-4-7575-8804-2                                                        |                   |                   |
| 11 | 22 mars 2025      | 978-4-7575-9761-7                                                        |                   |                   |

## Anime
Une adaptation en anime est annoncée le 16 avril 2021. La série est animée par le studio Silver Link et réalisée par Mirai Minato, avec Michiko Yokote en tant que scénariste. Saori Nakashiki s'occupant du design des personnages et Kōji Fujimoto et Osamu Sasaki composant la musique de la série. La série est diffusée entre le 1er août 2021 et le 19 décembre 2021 sur ABC et TV Asahi,. Yui Ogura interprète le générique de début intitulé Fightin★Pose, tandis que NEGI☆U interprète le générique de fin intitulé Tsumari wa Itsumo Kujikenai!. Sumire Uesaka interprète le deuxième générique de début intitulé Seikatsu Konkyū Dame Dinero, tandis que Miho Okasaki interprète le deuxième générique de fin  intitulé Petals. En France, la série est licenciée par Crunchyroll.

### Liste des épisodes
| No                         | Titre français                                    | Titre japonais                 | Titre japonais                  | Date de 1re diffusion |
| No                         | Titre français                                    | Kanji                          | Rōmaji                          | Date de 1re diffusion |
| -------------------------- | ------------------------------------------------- | ------------------------------ | ------------------------------- | --------------------- |
| 1                          | La Grande Jahy ne peut pas rentrer                | ジャヒー様はもどれない!        | Jahī-sama wa Modorenai!         | 1er août 2021         |
| [Chapitres 1-4-3]          |                                                   |                                |                                 |                       |
| 2                          | Mlle Druj n'est pas suspecte                      | ドゥルジ嬢は疑わない!          | Duruji Jō wa Utagawanai!        | 8 août 2021           |
| [Chapitres 2-5]            |                                                   |                                |                                 |                       |
| 3                          | La Grande Jahy ne peut pas se vanter...           | ジャヒー様は自慢できない…      | Jahī-sama wa Jiman Dekinai...   | 15 août 2021          |
| [Chapitres 6-7-8]          |                                                   |                                |                                 |                       |
| 4                          | Saurva ne laisse rien au hasard ?                 | サルワさんはぬかりない?        | Saruwa-san wa Nukarinai?        | 29 août 2021          |
| [Chapitres 9-11-10]        |                                                   |                                |                                 |                       |
| 5                          | La grande Jahy n'est pas suspecte ?               | ジャヒー様は怪しくない!?       | Jahī-sama wa Ayashikunai!?      | 5 septembre 2021      |
| [Chapitres 12-14-15]       |                                                   |                                |                                 |                       |
| 6                          | La grande Jahy n'a pas l'air de pouvoir gagner... | ジャヒー様は勝てそうもない…    | Jahī-sama wa Katesō mo nai...   | 12 septembre 2021     |
| [Chapitres 16-17-18]       |                                                   |                                |                                 |                       |
| 7                          | Pour la grande Jahy, ce n'est pas un jeu          | ジャヒー様は遊ばない！         | Jahī-sama wa Asobanai!          | 19 septembre 2021     |
| [Chapitres 21-22-19]       |                                                   |                                |                                 |                       |
| 8                          | La grande Jahy ne prend pas de bain               | ジャヒー様はお風呂に入れない！ | Jahī-sama wa Ofuro ni Hairenai! | 26 septembre 2021     |
| [Chapitres 13-26-23]       |                                                   |                                |                                 |                       |
| 9                          | Saurva ne s'en remet toujours pas                 | サルワさんは癒されない…        | Saruwa-san wa Iyasarenai...     | 3 octobre 2021        |
| [Chapitres 27-24-25-20]    |                                                   |                                |                                 |                       |
| 10                         | La magicienne ne perdra pas                       | 魔法少女は負けられない！       | Mahō Shōjo wa Makerarenai!      | 10 octobre 2021       |
| [Chapitres 29-31-28]       |                                                   |                                |                                 |                       |
| 11                         | La proprio ne rentrera pas                        | 大家は帰れない…                | Ōya wa Kaerenai...              | 17 octobre 2021       |
| [Chapitres 33-32-30]       |                                                   |                                |                                 |                       |
| 12                         | Kokoro ne me trahira pas ?                        | こころちゃんは裏切らない？     | Kokoro-chan wa Uragiranai?      | 24 octobre 2021       |
| [Chapitres 36-35-34]       |                                                   |                                |                                 |                       |
| 13                         | Mademoiselle Druj n'est pas satisfaite !          | ドゥルジ嬢は悦ばない！         | Duruji Jō wa Yorokobanai!       | 31 octobre 2021       |
| [Chapitres 37-39]          |                                                   |                                |                                 |                       |
| 14                         | Je n'affronterai pas la magicienne !              | 魔法少女は戦わない！           | Mahō Shōjo wa Tatakawanai!      | 7 novembre 2021       |
| [Chapitres 40-41-42-43]    |                                                   |                                |                                 |                       |
| 15                         | La patronne n'arrive pas à faire un choix !       | 店長は決められない！           | Tenchō wa Kimerarenai!          | 14 novembre 2021      |
| [Chapitres 44-45-49]       |                                                   |                                |                                 |                       |
| 16                         | Le Roi démon ne sait pas s'arrêter !              | 魔王様は遠慮しない！           | Maō-sama wa Enryo Shinai!       | 21 novembre 2021      |
| [Chapitres 46-47-58-48]    |                                                   |                                |                                 |                       |
| 17                         | La Grande Jahy n'arrive pas à dormir              | ジャヒー様は眠れない…          | Jahī-sama wa Nemurenai...       | 28 novembre 2021      |
| [Chapitres 52-51-57-50]    |                                                   |                                |                                 |                       |
| 18                         | Saurva ne sera pas vaincu !                       | サルワさんは敗れない！         | Saruwa-san wa Yaburenai!        | 5 décembre 2021       |
| [Chapitres 53-54-55-59-60] |                                                   |                                |                                 |                       |
| 19                         | Le Roi démon n'a aucune pitié ?                   | 魔王様は容赦ない!?             | Maō-sama wa Yōshanai!?          | 12 décembre 2021      |
| [Chapitres 61-64-65-66-67] |                                                   |                                |                                 |                       |
| 20                         | La Grande Jahy ne perd jamais !                   | ジャヒー様はくじけない！       | Jahī-sama wa Kujikenai!         | 19 décembre 2021      |
| [Chapitres 68-62-63]       |                                                   |                                |                                 |                       |

### Annotations
1. ↑  Groupe de musique formé par Hololive Production et composé de youtubeuses virtuelles : Minato Aqua, Oozora Subaru et Momosuzu Nene.
2. ↑  Les titres français de l'adaptation en anime proviennent de Crunchyroll.

### Œuvres
Édition japonaise
Édition standard
1. 1 2  (ja) « ジャヒー様はくじけない! （１） », sur Square Enix (consulté le 25 octobre 2021)
2. 1 2  (ja) « ジャヒー様はくじけない!（２） », sur Square Enix (consulté le 25 octobre 2021)
3. 1 2  (ja) « ジャヒー様はくじけない!（３） », sur Square Enix (consulté le 25 octobre 2021)
4. 1 2  (ja) « ジャヒー様はくじけない!（４） », sur Square Enix (consulté le 25 octobre 2021)
5. 1 2  (ja) « ジャヒー様はくじけない!（５） », sur Square Enix (consulté le 25 octobre 2021)
6. 1 2  (ja) « ジャヒー様はくじけない!（6） », sur Square Enix (consulté le 25 octobre 2021)
7. 1 2  (ja) « ジャヒー様はくじけない!（7） », sur Square Enix (consulté le 25 octobre 2021)
8. 1 2  (ja) « ジャヒー様はくじけない!（8） », sur Square Enix (consulté le 24 décembre 2021)
9. 1 2  (ja) « ジャヒー様はくじけない!（9） », sur Square Enix (consulté le 17 octobre 2022)
10. 1 2  (ja) « ジャヒー様はくじけない!（10） », sur Square Enix (consulté le 21 septembre 2023)
11. 1 2  (ja) « ジャヒー様はくじけない!（11） », sur Square Enix (consulté le 4 juin 2025)

Édition limitée
1. ↑  (ja) « ジャヒー様はくじけない!（7） 小冊子付き特装版 », sur Square Enix (consulté le 2 novembre 2021)

Édition française
1. 1 2  « La grande Jahy ne perd jamais ! Vol. 1 », sur manga-news (consulté le 8 février 2023)
2. 1 2  « La grande Jahy ne perd jamais ! Vol. 2 », sur manga-news (consulté le 8 février 2023)
3. 1 2  « La grande Jahy ne perd jamais ! Vol. 3 », sur manga-news (consulté le 15 mars 2023)
4. 1 2  « La grande Jahy ne perd jamais ! Vol. 4 », sur manga-news (consulté le 16 août 2025)
5. 1 2  « La grande Jahy ne perd jamais ! Vol. 5 », sur manga-news (consulté le 16 août 2025)
6. 1 2  « La grande Jahy ne perd jamais ! Vol. 6 », sur manga-news (consulté le 16 août 2025)
7. 1 2  « La grande Jahy ne perd jamais ! Vol. 7 », sur manga-news (consulté le 16 août 2025)